# 泊居町
泊居町（とまりおるちょう）は、日本の領有下において樺太に存在した町。
泊居という地名は、アイヌ語の「トマリ・オロ」（港の内）による。
現在は、ロシア連邦がサハリン州トマリ、ノボショーロヴォとして実効支配している。

## 概要
- 間宮海峡に面する樺太西海岸に位置した。
- 王子製紙（元樺太工業）の製紙工場が1915年から存在した。その他、缶詰工場、ビール工場が存在していた。なおこれらは戦後も操業されている。
- 交通機関として1930年に開業した樺太西線泊居駅が存在した。樺太西線が1937年に久春内駅まで延長されるまでは樺太西線における最北の駅であった。
- 当地出身の著名人にシャンソン歌手の高英男がいる。

- 泊居町の高砂町の街並み

## 歴史
- 1915年（大正4年）6月26日 - 「樺太ノ郡町村編制ニ関スル件」（大正4年勅令第101号）の施行により、泊居町、追手村が行政区画として発足。泊居郡に所属し、泊居支庁が管轄。
- 1923年（大正12年）4月1日 - 樺太町村制施行に伴い、大字鷹澤を名寄村に分合、追手村を本町に編入。[3]
- 1929年（昭和4年）7月1日 - 樺太町村制の施行により一級町村となる。
- 1942年（昭和17年）11月 - 管轄支庁が真岡支庁に変更。
- 1943年（昭和18年）4月1日 - 「樺太ニ施行スル法律ノ特例ニ関スル件」（大正9年勅令第124号）が廃止され、内地編入。
- 1945年（昭和20年）8月22日 - ソビエト連邦により占拠される。
- 1949年（昭和24年）6月1日 - 国家行政組織法の施行のため法的に樺太庁が廃止。同日泊居町廃止。

## 町内の地名
| - 泊居 - 元沢（もとさわ） - 奥沢（おくさわ） - 幌子（ほろこ） - 曽根（そね） | - 比良（ひら） - 妙見（みょうけん） - 元山（もとやま） - 中ノ沢（なかのさわ） - 上ノ沢（かみのさわ） - 安芸川（あきがわ） |

旧追手村地域
| - 追手（おうて） - 上追手（かみおうて） - 中追手（なかおうて） - 下追手（しもおうて） - 近菱（ちかびし） - 沖ノ岩（おきのいわ） - 勇部（いさんべ） | - 居部（おりべ） - 南杜門（みなみともん） - 北杜門（きたともん） - 中杜門（なかともん） - 上杜門（かみともん） - 辺志保（へしほ） - 有戸（ありと） |

（）

## 地域

### 教育
以下の学校一覧は1945年（昭和20年）4月1日現在のもの。

#### 国民学校
- 樺太公立広部国民学校
- 樺太公立泊居国民学校
- 樺太公立元山国民学校
- 樺太公立奥沢国民学校
- 樺太公立中ノ沢国民学校
- 樺太公立杜門国民学校
- 樺太公立追手国民学校
- 樺太公立中追手国民学校

#### 中等学校
- 樺太庁泊居高等女学校
- 樺太公立泊居工業学校